# Company of Heroes
Company of Heroes é um jogo eletrônico de estratégia em tempo real, desenvolvido para computadores dotados do sistema Microsoft Windows, pela empresa Relic Entertainment. Anunciado em 25 de Abril de 2005, foi lançado nos Estados Unidos em 14 de Setembro de 2006, sendo o primeiro a ser lançado com o selo Games for Windows.
Foi muito bem-recebido pela crítica, chegando a ser eleito "Jogo do Ano de 2006" por diversas publicações na categoria de estratégia, sendo considerado até hoje como um dos melhores jogos do género RTS.
Em 2007 foi lançado a sua primeira expansão, Opposing Fronts, permitindo ao jogador controlar mais duas novas "facções", além de introduzir duas novas campanhas. Em 2009 foi lançada a sua última expansão, Tales of Valor, munida de novos modos multijogador e de 3 novas campanhas.

## Jogabilidade

### Recursos
A gestão de recursos em Company of Heroes mantém os detalhes de microgestão como reforçar as tropas, que tem o efeito de criar uma experiência RTS mais tática. Os jogadores devem assumir o controlo de determinados setores no mapa. Quanto mais setores um jogador controla, mais recursos ele adquire. Este conceito exige constante expansão do território de um jogador. Tais setores são conectados quando próximos um do outro, criando linhas de abastecimento. Dessa forma, no decorrer de uma batalha, um jogador pode capturar um setor na linha de fornecimento, isolando o resto que tinha sido ligado à base através dele, reduzindo a ingestão de recursos ao inimigo. Os jogadores colecionam três recursos: mão de obra, munições e combustível. Mão de obra é necessária para produzir todas as unidades. Munições permitem aos jogadores atualizarem esquadrões individuais ou veículos e usar habilidades especiais. Combustível permite a compra de tanques e outros veículos, construir edifícios de base e adquirir upgrades globais.

### Edifícios
As unidades podem ocupar um edifício civil e convertê-lo em um quartel de campo, permitindo que certas unidades ou esquadrões possam ser criados em tal edifício, transformando assim em uma unidade de produção e reforço nas linhas de frente. Postos médicos também podem ser construídos em campo aberto, permitindo o resgate de soldados gravemente feridos.
As unidades de infantaria também podem ocupar edifícios e usá-los como cobertura ou uma guarnição para proteger contra ataques.
Cada facção possui um leque único de estruturas que irão compor sua base e que serão usadas para uma ampla variedade de tarefas, desde estruturas para a convocação de soldados e blindados até a implantação de atualizações de armamentos e equipamentos. Estruturas defensivas, como ninhos de metralhadora e bunkers também podem ser dispostos em meio ao cenário.

### Movimentação e posicionamento
Em Company of Heroes, a movimentação de tropas e seu posicionamento no campo de batalha contribuem bastante para seu desempenho. Unidades são selecionadas por squad (esquadrão), um conjunto de soldados que cumprem uma mesma função. Uma ordem dada ao esquadrão será obedecida por todos os soldados, mas cada indivíduo do esquadrão executará a ordem de uma maneira levemente diferente. Movimentar-se no campo de batalha é fundamental para alcançar as maiores vantagens, seja ao retirar-se do fogo cruzado para se realocar, seja para perseguir unidades em fuga, ou ainda para flanquear uma posição inimiga.
O posicionamento no jogo também é muito importante, pois é onde uma unidade se encontra, levando em consideração sua distância, seu ângulo de ataque/defesa e sua proteção, que irá determinar suas chances de sobreviver ao conflito, bem como contribuir para causar baixas ao adversário. Unidades protegidas por muros ou sacos de areia recebem grandes bônus de cobertura, dificultando sua perda e mantendo seus soldados livres de supressão. Já locais descampados são um perigo, pois não apresentam qualquer proteção para as unidades, aumentando bastante as chances de perder soldados ou sofrerem com efeitos de supressão. Tanques de guerra, apesar de não necessitarem de cobertura, não desfrutam de boa blindagem em sua trazeira e laterais. Isso significa que tanques precisam estar atentos ao seu ângulo em comparação ao inimigo, para impedir que sejam atingidos em sua blindagem mais fraca.

## Equipes e facções

### Aliados
Americanos: os aliados em Company of Heroes são liderados pelos americanos. Esta facção possui unidades versáteis e baratas. Veterancy (experiência) é conquistada através do ato de combate; unidades ganham veterancy ao matar unidades inimigas e eliminar edifícios. Unidades de infantaria americanas são ligeiramente mais numerosas do que os seus homólogos da Wehrmacht, mas geralmente são menos eficazes na luta direta, e contam com upgrades e habilidades para ganhar a vantagem em uma luta. Veículos e blindados americanos, enquanto carentes de força bruta, são geralmente mais rápidos e capazes de tarefas de suportes diferentes. O tanque Sherman por exemplo, pode limpar as minas usando um mangual.

#### Companhias
- Companhia de Infantaria: Centrado em torno da defesa e apoio de infantaria, essa doutrina permite aos jogadores o treinamento de infantaria e a construção mais rápida de defesas, bem como o emprego de artilharia pesada e reforços dos rangers.
- Companhia Aereotransportada: Centrada no apoio aéreo, essa doutrina permite aos jogadores o acesso a paraquedistas, aviões de reconhecimento e Thunderbolts P-47.
- Companhia Blindada: Uma companhia que se destaca em questões de artilharia móvel, proporcionando melhorias a artilharia e tanques. é considerada boa para o jogador ofensivo que deseja infligir grandes danos.

Britânicos: os britânicos são uma facção introduzida na expansão Opposing Fronts e também estão presentes em Tales of Valor. No jogo, os britânicos contam com unidades caras e especializadas. Para ganhar experiência, se faz necessária a presença de um tenente em campo. Este ganha experiência e a distribui a todos os soldados que se encontram dentro de um certo raio de distância dele. Veículos e blindados britânicos desfrutam de boa mobilidade. Esta facção foca muito mais numa guerra defensiva, utilizando de trincheiras e peças de artilharia para dar trabalho ao inimigo.

#### Apoios Reais
- Apoio de Artilharia Real: Destaca-se aqui o desbloqueio de várias opções de bombardeios de artilharia. Também é liberado o M7 Priest, uma artilharia autopropulsada.
- Apoio dos Comandos Reais: Uma doutrina que utiliza de unidades especiais, os comandos, para realizar missões de reconhecimento e sabotagem. Os comandos são ótimos para infiltração das linhas inimigas: Os comandos podem usufruir também de um tanque leve, o Mk VII Tetrarch.
- Apoio dos Engenheiros Reais: Nesse apoio, as defesas britânicas ganham bônus de resistência e seus estruturas e veículos podem ganhar proteção extra através da manutenção dos engenheiros reais. Os tanques podem usar a opção de se estabelecere num local e levantar defesas, para ganhar ainda mais proteção. Além disso, é liberado o uso dos tanques pesados Churchill.

### Eixo
Wehrmacht: o eixo é liderado aqui pela facção Wehrmacht. Ela emprega uma ampla gama de unidades. Unidades da Wehrmacht são geralmente mais caras e poderosas, mas também mais rígidas e mal equipadas para além dos seus papéis destinados. Para a Wehrmacht, veterancy não se ganha, mas se "compra" em seu Centro de Kampfkraft. Sua companhia blindada dá aos jogadores a escolha entre Panzers Flak, o Panzer IV ou o poderoso Panther.

#### Doutrinas
- Doutrina Defensiva: Centrada na artilharia e defesa, esta doutrina permite que estruturas de base se defendam contra infantaria, oferece bônus para defender infantaria, e permite que os jogadores chamem de barragens de foguetes e implantem os poderosos canhões Flak 88.
- Doutrina Blitzkrieg: Centrada nas operações de ataques rápidos e imparáveis, esta doutrina permite que os jogadores acelerem a sua economia e tenham acesso a unidades de assalto poderosas, como Stormtroopers..
- Doutrina do Terror: Centrada em guerra psicológica e poder destrutivo, esta doutrina fornece diversas capacidades para derrotar o inimigo, seja com propaganda, devastadores foguetes V1, ou um único poderoso King Tiger.

Panzer Elite: esta facção veio com a expansão Oppsing Fronts, também aparecendo em Tales of Valor. A Panzer Elite é uma facção curiosa, pois se utiliza da mobilidade e de ataques rápidos e decisivos para ganhar vantagem. Seus veículos quase sempre são levemente blindados, e quase não há defesas estáticas. Seus soldados ganham experiência através da derrota de soldados e estruturas inimigas, mas com a opção do jogador escolher qual área focar: Ofensiva ou Defensiva. Existe uma unidade "faz-tudo", os Panzer Grenadiers, que constroem, reparam, capturam e batalham.

#### Táticas
- Táticas de Terra Arrazada: Os soldados da Panzer Elite podem destruir setores, negando seu acesso no mapa por qualquer facção até que alguém os restaure. Podem ser instalados dispositivos incendiários dentro de estruturas no mapa. Também contam com uma barragem de artilharia.
- Táticas da Luftwaffe: Uma nova unidade é liberada, a Luftwaffe, que pode construir estruturas defensivas, como a 88mm Flak 36 e a Flakvierling 38 20mm. Um poderoso tanque AA, Wirbelwind Flakpanzer entra em batalha, sendo destrutivo tanto para aviões quanto para infantaria. Os Fallschirmjäger são também liberados, podendo ser empregados em emboscadas e em missões furtivas. Por fim, são empregados bombardeiros e camuflagens nos Kettenkrads.
- Táticas de Destruidor de Tanques: Essa tática foca no poder ofensivo da facção. São liberados os tanques Hetzer e Jagdpanther, este último um monstro de aço. Os Panzer Grenadiers são agraciados com a habilidade de detectar veículos inimigos a uma distância maior do que o normal e podem instalar as minas Teller.